# Mlečice
Mlečice là một làng thuộc huyện Rokycany, vùng Plzeňský, Cộng hòa Séc.